# Reto Zanni
Reto Zanni (* 9. Februar 1980 in Stans) ist ein ehemaliger Schweizer Fussballspieler.

## Karriere
Zanni begann seine Profikarriere beim SC Buochs und spielte später beim Grasshopper Club Zürich, dem FC St. Gallen, wieder beim Grasshopper Club Zürich und beim FC Thun. Seit der Winterpause der Saison 2004/05 spielte der rechte Aussenverteidiger beim FC Basel. Unter Trainer Christian Gross noch Stammspieler, bestritt Zanni unter dem neuen Trainer Thorsten Fink nur noch sehr wenige Spiele. Anfang Februar 2011 wechselte er trotz laufenden Vertrags ablösefrei zum liechtensteinischen FC Vaduz, der in der Schweizer Challenge League spielt. Im August 2012 wechselte er zu seinem Stammverein SC Buochs, wo er am 19. November 2012 seine aktive Fussballerkarriere beendete.

## Titel und Erfolge
FC Basel
- Schweizer Meister: 2005, 2008, 2010
- Schweizer Cupsieger: 2007, 2008, 2010
- Uhren Cupsieger: 2006, 2008